# Kuțurub, Oceac
Kuțurub (în ucraineană Куцуруб) este o comună în raionul Oceac, regiunea Mîkolaiiv, Ucraina, formată numai din satul de reședință.

## Demografie
Componența lingvistică a comunei Kuțurub
     Ucraineană (81,46%)
     Rusă (16,95%)
     Alte limbi (1,08%)
Conform recensământului din 2001, majoritatea populației comunei Kuțurub era vorbitoare de ucraineană (81,46%), existând în minoritate și vorbitori de rusă (16,95%).